# 小泉秀輔
小泉 秀輔（こいずみ しゅうすけ、1978年（昭和53年）8月2日 - ）は日本の政治家。寒川町議会議員（２期）、寒川町議会元副議長。

## 来歴
北海道函館市出身。千葉県立船橋高校卒業、滋賀県立大学中退。エンジニアとしてＩＴ系大手メーカーにて勤務しながらゲームのシナリオライターとしても活動。
2008年、コンテンツ文化研究会を発起人として設立。活動の中で保坂展人衆議院議員や阿部知子衆議院議員のボランティアに従事。
2015年から阿部知子衆議院議員の秘書を経て、2017年の寒川町議会議員選挙に無所属で臨み初当選。
2015年に大田区議会議員選挙に当選した荻野稔に続き、コンテンツ文化研究会からは2人目の地方議員となった。
2021年、立憲民主党から公認を得て寒川町議会議員選挙で再選。2021年12月まで寒川町議会副議長を務めた。

## 政治倫理審査会
2021年9月29日、小泉が週刊誌に掲載された件について政治倫理規定に反しているかを問う政治倫理審査会が寒川町議会で開かれた。寒川町で政治倫理審査会は初の開催だった。